# Julie Lescautová
Julie Lescautová (ve francouzském originále Julie Lescaut) je francouzský detektivní televizní seriál, který v letech 1992–2014 vysílal soukromý televizní kanál TF1. Seriál byl inspirován stejnojmenným románem Alexise Lecayea, který byl také autorem scénáře. Celkem bylo odvysíláno 22 řad se 101 dílem. V letech 2007–2014 bylo deset řad uvedeno též v televizích Prima a TV Nova.

## Charakteristika
Julie Lescautová je komisařka, která šéfuje policejnímu komisařství na předměstí Paříže v Clairieres. V 17. sérii je povýšena a děj se nyní odehrává v centru Paříže. Po rozvodu vychovává sama své dvě dcery. Na komisařství musí řešit nejenom případy, ale též vztahy mezi svými podřízenými.

## Přehled hlavních postav
| Postava                    | Herec                                             | Série    |
| -------------------------- | ------------------------------------------------- | -------- |
| Véronique Genest           | komisařka Julie Lescautová                        | všechny  |
| Alexis Desseaux            | inspektor poté poručík poté kapitán Vincent Motta | všechny  |
| Mouss Diouf                | inspektor poté poručík poté kapitán Justin N'Guma | 1–14     |
| Jean-Charles Chagachbanian | poručík poté kapitán Roland Guetary               | 17–22    |
| Jennifer Lauretová         | Sarah Lescautová, dcera Julie                     | všechny  |
| Sophie Artur               | strážnice poté desátnice Christelle Renard        | 1–16, 22 |
| Pierre Cognon              | strážník poté desátník Martin Héroux              | 1–16, 22 |
| Joséphine Serre            | Élisabeth (Babou) Lescaut, dcera Julie            | 1–14, 22 |
| Renaud Marx                | inspektor poté poručík David Kaplan               | 4–14, 22 |
| Samia Sassi                | inspektorka poté poručík Zora Zaouida             | 6–14, 22 |
| Guillaume Gabriel          | poručík Gilles Garnier                            | 17–22    |
| Stefan Godin               | divizní komisař François                          | 17–22    |
| Leslie Coutterand          | poručice Madeleine Mille                          | 20–22    |
| Jean-Paul Rouve            | strážník poté desátník Éric Léveil                | 1–9      |
| Jérôme Anger               | inspektor Jean-Marie Trémois                      | 1–4      |
| François Marthouret        | Paul Lescaut, manžel Julie                        | 2–12     |
| Claude Brécourt            | prokurátor Vincent Fabre                          | 3–16     |
| Patrick Rocca              | divizní komisař Alain Darzac                      | 5–16     |
| Paul Allio                 | patolog François                                  | 6–16     |
| Vincent Nemeth             | strážník poté desátník Rivet                      | 9–11     |
| François Dunoyer           | Pierre Verdon, manžel Julie                       | 10–16    |
| Nicolas Scellier           | Romain Verdon, Pierrův syn                        | 10–16    |
| Loïc Nayet                 | Pavel Dimitrov, adoptivní syn Julie a Pierra      | 13–16    |
| Nadège Beausson-Diagne     | poručice Victoire Saint-Gilles                    | 15-16    |
| Julien Cigana              | poručík Ségal                                     | 15-16    |
| Diane Dassigny             | poručice Alice Lejeune                            | 15-16    |
| Sodadeth San               | poručík Kim Samay                                 | 18–20    |

## Vysílání
| Řada | Díly | Premiéra ve Francii | Premiéra ve Francii | Premiéra v ČR  | Premiéra v ČR   |
| Řada | Díly | První díl           | Poslední díl        | První díl      | Poslední díl    |
| ---- | ---- | ------------------- | ------------------- | -------------- | --------------- |
| 1    | 1    | 9. ledna 1992       | 9. ledna 1992       | vysíláno       | vysíláno        |
| 2    | 3    | 6. května 1993      | 7. října 1993       | vysíláno       | vysíláno        |
| 3    | 7    | 6. ledna 1994       | 31. října 1994      | vysíláno       | vysíláno        |
| 4    | 6    | 1. ledna 1995       | 23. listopadu 1995  | vysíláno       | vysíláno        |
| 5    | 5    | 29. února 1996      | 7. listopadu 1996   | vysíláno       | vysíláno        |
| 6    | 5    | 13. března 1997     | 20. listopadu 1997  | vysíláno       | vysíláno        |
| 7    | 3    | 16. dubna 1998      | 26. listopadu 1998  | vysíláno       | vysíláno        |
| 8    | 6    | 18. února 1999      | 28. října 1999      | vysíláno       | vysíláno        |
| 9    | 8    | 17. února 2000      | 30. listopadu 2000  | vysíláno       | vysíláno        |
| 10   | 6    | 15. března 2001     | 18. října 2001      | vysíláno       | vysíláno        |
| 11   | 3    | 2. května 2002      | 5. září 2002        | vysíláno       | vysíláno        |
| 12   | 6    | 3. září 2002        | 2003                | vysíláno       | vysíláno        |
| 13   | 9    | 26. února 2004      | 2004                | vysíláno       | vysíláno        |
| 14   | 6    | 2005                | 2005                | vysíláno       | vysíláno        |
| 15   | 3    | 2006                | 2006                | vysíláno       | vysíláno        |
| 16   | 2    | 2007                | 2007                | vysíláno       | vysíláno        |
| 17   | 4    | 28. února 2008      | 13. listopadu 2008  | vysíláno       | 17. ledna 2010  |
| 18   | 4    | 8. ledna 2009       | 12. listopadu 2009  | 24. ledna 2010 | 16. dubna 2010  |
| 19   | 3    | 14. ledna 2010      | 18. března 2010     | 23. dubna 2010 | 2. března 2012  |
| 20   | 6    | 6. ledna 2011       | 15. prosince 2011   | 9. března 2012 | 5. dubna 2013   |
| 21   | 4    | 12. ledna 2012      | 20. prosince 2012   | 12. dubna 2013 | 2. května 2014  |
| 22   | 4    | 2. ledna 2014       | 23. ledna 2014      | 9. května 2014 | 30. května 2014 |

Pilotní díl Julie Lescaut byl odvysílán 9. ledna 1992. Do roku 2014 bylo uvedeno celkem 22 řad a 101 díl.

## Natáčení
Prostory komisariátu se do roku 2007 natáčely v ulici Rue de la République ve městě Vanves u Paříže. Interiéry soudní policie se natáčely v Tour Montparnasse.

## Sledovanost
Seriál zaznamenal ve Francii velký úspěch. V 90. letech překračovala sledovanost často 10 miliónů diváků. Rekord byl v dubnu 1995 s 12,3 milióny. V roce 2010 měla Julie Lescautová průměrnou sledovanost 7,1 miliónů, v roce 2011 to bylo 6,7 miliónu a v roce 2012 6,2 miliónů diváků. Poslední díl vysílaný 23. ledna 2014 měl sledovanost 7,4 miliónů diváků.

## Ocenění
- 7 d'or 1997: nejlepší herečka (Véronique Genest), nejlepší střih (Catherine Chouchan)
- 7 d'or 1999: nejlepší herečka (Véronique Genest)
- 7 d'or 2001: nejlepší herečka (Véronique Genest)
- Festival de la fiction TV de Saint-Tropez 2003: speciální cena publika (Véronique Genest)